# Christiane Modert
Christiane Modert (Luxemburg-Stad, 1958) is een Luxemburgs keramist, kunstschilder en -docent.

## Leven en werk
Christiane Modert studeerde aan de Sorbonne in Parijs en werd vervolgens kunstdocent. Na haar stages (1981-1984) aan het Lycée technique Joseph-Bech in Grevenmacher en Lycée Michel Rodange in Luxemburg-Stad, kreeg ze in 1985 een aanstelling aan het Lycée classique de Diekirch. Ze trouwde met de kunstenaar Gérard Claude (1956).
Modert  beoefende het batikken en zijdeschilderen en schilderde gouaches. Ze werd lid van de kunstenaarsvereniging Cercle Artistique de Luxembourg. Door een ernstige ziekte moest Modert de kwast en haar werk als docent neerleggen. Ze herstelde en richt zich sindsdien op het maken van keramiek. Over haar weg naar herstel publiceerde ze KörperWunderSamen : Mein Weg in die Wunderheilung.

## Onderscheidingen
- 1983 Aanmoedigingsprijs op de Biennale des Jeunes in Esch-sur-Alzette
- 1987 2e prijs bij L'Art dans la Ville in Esch-sur-Alzette, samen met Gérard Claude.
- 1991 Prix Robert Schumann